# 2010年遂宁地震
2010年1月31日，在中国四川省遂宁市发生了一次芮氏規模为5.0的地震。造成了1人死亡、16人受伤，多间房屋倒塌，直接经济损失近3亿元。
此次地震位于稳定的四川盆地内部未知断层上，而大多数破坏性地震通常发生在构造地块边界区域的主要断裂带上。

## 成因
遂宁地震是一个浅源地震，震源深度约为2.5km，发生在沉积盖层中，与通常发生在基底之下相对坚硬的岩石中的构造地震有所不同。
在地震触发机制方面，研究表明遂宁地震很可能是由于附近磨溪气田储层中的高压流体注入所触发。此外，地震后未观测到余震可能是由于触发地震的储层高压流体已释放，或者观测记录不足造成的。